# Séries éliminatoires de la Coupe Stanley 1981
Année précédente Année suivante
Les séries éliminatoires de la Coupe Stanley 1981 font suite à la saison 1980-1981 de la Ligue nationale de hockey. Les Islanders de New York remportent leur deuxième Coupe Stanley consécutive en battant en finale les North Stars du Minnesota sur le score de 4 matchs à 1.

## Tableau récapitulatif
Les seize meilleures équipes de la saison sont qualifiées et jouent un premier tour au meilleur des 5 matchs. Les vainqueurs disputent ensuite les quarts de finale, les demi-finales la finale de la Coupe Stanley au meilleur des 7 matchs.
|  | Premier tour | Premier tour          | Premier tour        |   |              | Quarts de finale      | Quarts de finale | Quarts de finale |  |   | Demi-finales          | Demi-finales | Demi-finales |  |   | Finale de la Coupe Stanley | Finale de la Coupe Stanley | Finale de la Coupe Stanley |
|  |              |                       |                     |   |              |                       |                  |                  |  |   |                       |              |              |  |   |                            |                            |                            |
|  | 1            | Islanders de New York | 3                   |   |              |                       |                  |                  |  |   |                       |              |              |  |   |                            |                            |                            |
|  | 16           | Toronto               | 0                   |   |              |                       |                  |                  |  |   |                       |              |              |  |   |                            |                            |                            |
|  | 16           | Toronto               | 0                   |   | 1            | Islanders de New York | 4                |                  |  |   |                       |              |              |  |   |                            |                            |                            |
|  |              |                       |                     |   | 1            | Islanders de New York | 4                |                  |  |   |                       |              |              |  |   |                            |                            |                            |
|  |              | 14                    | Edmonton            | 2 |              |                       |                  |                  |  |   |                       |              |              |  |   |                            |                            |                            |
|  | 2            | 14                    | Edmonton            | 2 | Saint-Louis  | 3                     |                  |                  |  |   |                       |              |              |  |   |                            |                            |                            |
|  | 2            |                       |                     |   | Saint-Louis  | 3                     |                  |                  |  |   |                       |              |              |  |   |                            |                            |                            |
|  | 15           | Pittsburgh            | 2                   |   |              |                       |                  |                  |  |   |                       |              |              |  |   |                            |                            |                            |
|  | 15           | Pittsburgh            | 2                   |   |              |                       |                  |                  |  | 1 | Islanders de New York | 4            |              |  |   |                            |                            |                            |
|  |              |                       |                     |   |              |                       |                  |                  |  | 1 | Islanders de New York | 4            |              |  |   |                            |                            |                            |
|  |              | 13                    | Rangers de New York | 0 |              |                       |                  |                  |  |   |                       |              |              |  |   |                            |                            |                            |
|  | 3            | 13                    | Rangers de New York | 0 | Montréal     | 0                     |                  |                  |  |   |                       |              |              |  |   |                            |                            |                            |
|  | 3            |                       |                     |   | Montréal     | 0                     |                  |                  |  |   |                       |              |              |  |   |                            |                            |                            |
|  | 14           | Edmonton              | 3                   |   |              |                       |                  |                  |  |   |                       |              |              |  |   |                            |                            |                            |
|  | 14           | Edmonton              | 3                   |   | 2            | Saint-Louis           | 2                |                  |  |   |                       |              |              |  |   |                            |                            |                            |
|  |              |                       |                     |   | 2            | Saint-Louis           | 2                |                  |  |   |                       |              |              |  |   |                            |                            |                            |
|  |              | 13                    | Rangers de New York | 4 |              |                       |                  |                  |  |   |                       |              |              |  |   |                            |                            |                            |
|  | 4            | 13                    | Rangers de New York | 4 | Los Angeles  | 1                     |                  |                  |  |   |                       |              |              |  |   |                            |                            |                            |
|  | 4            |                       |                     |   | Los Angeles  | 1                     |                  |                  |  |   |                       |              |              |  |   |                            |                            |                            |
|  | 13           | Rangers de New York   | 3                   |   |              |                       |                  |                  |  |   |                       |              |              |  |   |                            |                            |                            |
|  | 13           | Rangers de New York   | 3                   |   |              |                       |                  |                  |  |   |                       |              |              |  | 1 | Islanders de New York      | 4                          |                            |
|  |              |                       |                     |   |              |                       |                  |                  |  |   |                       |              |              |  | 1 | Islanders de New York      | 4                          |                            |
|  |              | 9                     | Minnesota           | 1 |              |                       |                  |                  |  |   |                       |              |              |  |   |                            |                            |                            |
|  | 5            | 9                     | Minnesota           | 1 | Buffalo      | 3                     |                  |                  |  |   |                       |              |              |  |   |                            |                            |                            |
|  | 5            |                       |                     |   | Buffalo      | 3                     |                  |                  |  |   |                       |              |              |  |   |                            |                            |                            |
|  | 12           | Vancouver             | 0                   |   |              |                       |                  |                  |  |   |                       |              |              |  |   |                            |                            |                            |
|  | 12           | Vancouver             | 0                   |   | 5            | Buffalo               | 1                |                  |  |   |                       |              |              |  |   |                            |                            |                            |
|  |              |                       |                     |   | 5            | Buffalo               | 1                |                  |  |   |                       |              |              |  |   |                            |                            |                            |
|  |              | 9                     | Minnesota           | 4 |              |                       |                  |                  |  |   |                       |              |              |  |   |                            |                            |                            |
|  | 6            | 9                     | Minnesota           | 4 | Philadelphie | 3                     |                  |                  |  |   |                       |              |              |  |   |                            |                            |                            |
|  | 6            |                       |                     |   | Philadelphie | 3                     |                  |                  |  |   |                       |              |              |  |   |                            |                            |                            |
|  | 11           | Québec                | 2                   |   |              |                       |                  |                  |  |   |                       |              |              |  |   |                            |                            |                            |
|  | 11           | Québec                | 2                   |   |              |                       |                  |                  |  | 7 | Calgary               | 2            |              |  |   |                            |                            |                            |
|  |              |                       |                     |   |              |                       |                  |                  |  | 7 | Calgary               | 2            |              |  |   |                            |                            |                            |
|  |              | 9                     | Minnesota           | 4 |              |                       |                  |                  |  |   |                       |              |              |  |   |                            |                            |                            |
|  | 7            | 9                     | Minnesota           | 4 | Calgary      | 3                     |                  |                  |  |   |                       |              |              |  |   |                            |                            |                            |
|  | 7            |                       |                     |   | Calgary      | 3                     |                  |                  |  |   |                       |              |              |  |   |                            |                            |                            |
|  | 10           | Chicago               | 0                   |   |              |                       |                  |                  |  |   |                       |              |              |  |   |                            |                            |                            |
|  | 10           | Chicago               | 0                   |   | 6            | Philadelphie          | 3                |                  |  |   |                       |              |              |  |   |                            |                            |                            |
|  |              |                       |                     |   | 6            | Philadelphie          | 3                |                  |  |   |                       |              |              |  |   |                            |                            |                            |
|  |              | 7                     | Calgary             | 4 |              |                       |                  |                  |  |   |                       |              |              |  |   |                            |                            |                            |
|  | 8            | 7                     | Calgary             | 4 | Boston       | 0                     |                  |                  |  |   |                       |              |              |  |   |                            |                            |                            |
|  | 8            |                       |                     |   | Boston       | 0                     |                  |                  |  |   |                       |              |              |  |   |                            |                            |                            |
|  | 9            | Minnesota             | 3                   |   |              |                       |                  |                  |  |   |                       |              |              |  |   |                            |                            |                            |

## Résultats détaillés

### Premier tour

#### Islanders de New York contre Toronto
| 8 avril | Islanders de New York | 9-2 (2-0, 4-1, 3-1) | Maple Leafs de Toronto | Nassau Veterans Memorial Coliseum 15 008 spectateurs |

| Feuille de match | Feuille de match | Feuille de match                            | Feuille de match                                                        | Feuille de match |
| ---------------- | --- | ------------------------------------------- | ----------------------------------------------------------------------- | ---------------- |
|                  | Carroll (Goring, D. Potvin) — 5 min 27 s (IN) Gillies (Goring, Marini) — 11 min 26 s (SN) Bossy (D. Potvin, Trottier) — 27 min 34 s (SN) Trottier — 28 min 30 s Trottier (Persson, Bossy) — 30 min 17 s (SN) Lorimer (Gillies, Marini) — 39 min 6 s Bossy (Trottier, Bourne) — 42 min 25 s Bourne (Bossy, Trottier) — 47 min 25 s Bourne (D. Potvin, Morrow) — 51 min 30 s (IN) | 1-0 2-0 2-1 3-1 4-1 5-1 6-1 7-1 8-1 9-1 9-2 | Derlago (Salming) — 1 min 39 s (SN) Turnbull (Robert, Melrose) — 57 min |                  |
| Smith, Melanson  | Gardiens | Crha, Larocque                              |                                                                         |                  |
|                  | |                                             |                                                                         |                  |
| 35               | Tirs | 41                                          |                                                                         |                  |

| 9 avril | Islanders de New York | 5-1 (0-0, 3-0, 2-1) | Maple Leafs de Toronto | Nassau Veterans Memorial Coliseum 15 008 spectateurs |

| Feuille de match | Feuille de match | Feuille de match        | Feuille de match                          | Feuille de match |
| ---------------- | --- | ----------------------- | ----------------------------------------- | ---------------- |
|                  | Bossy — 27 min 39 s Trottier (Persson, Bossy) — 28 min 18 s Trottier (Bossy, Persson) — 39 min 16 s (SN) McEwen (Carroll, Merrick) — 49 min 27 s Trottier (Bossy) — 53 min 40 s | 1-0 2-0 3-0 3-1 4-1 5-1 | Boudreau (Sedlbauer, Robert) — 46 min 6 s |                  |
| Smith            | Gardiens | Larocque, Crha          |                                           |                  |
|                  | |                         |                                           |                  |
| 27               | Tirs | 26                      |                                           |                  |

| 11 avril | Maple Leafs de Toronto | 1-6 (0-5, 1-1, 0-0) | Islanders de New York | Maple Leaf Gardens 16 485 spectateurs |

| Feuille de match | Feuille de match                     | Feuille de match            | Feuille de match | Feuille de match |
| ---------------- | ------------------------------------ | --------------------------- | --- | ---------------- |
|                  | Vaive (Salming, Duris) — 33 min 53 s | 0-1 0-2 0-3 0-4 0-5 0-6 1-6 | Merrick (Goring) — 8 min 51 s Bossy (Persson, D. Potvin) — 12 min 5 s (SN) Marini (Morrow, Carroll) — 14 min 3 s McEwen (Bourne, Trottier) — 17 min 40 s (SN) Gillies (Carroll, D. Potvin) — 19 min 35 s Trottier (Bossy, D. Potvin) — 33 min 34 s |                  |
| Crha, Harrison   | Gardiens                             | Smith                       | |                  |
|                  |                                      |                             | |                  |
| 23               | Tirs                                 | 31                          | |                  |

#### Montréal contre Edmonton
| 8 avril | Canadiens de Montréal | 3-6 (1-3, 0-0, 2-3) | Oilers d'Edmonton | Forum de Montréal 15 792 spectateurs |

| Feuille de match | Feuille de match                                                                                 | Feuille de match                    | Feuille de match | Feuille de match |
| ---------------- | ------------------------------------------------------------------------------------------------ | ----------------------------------- | --- | ---------------- |
|                  | Shutt (Mondou) — 11 min 15 s Risebrough — 47 min 39 s (SN) Houle (Larouche, Shutt) — 56 min 55 s | 0-1 1-1 1-2 1-3 1-4 2-4 2-5 3-5 3-6 | Anderson (Gretzky) — 6 min 41 s Kurri (Gretzky, Callighen) — 11 min 42 s Kurri (Gretzky) — 17 min 36 s Callighen (Gretzky) — 41 min 14 s Coffey (Lariviere, Kurri) — 53 min 38 s Callighen (Gretzky) — 59 min 21 s (CV) |                  |
| Sévigny          | Gardiens                                                                                         | Moog                                | |                  |
|                  |                                                                                                  |                                     | |                  |
| 31               | Tirs                                                                                             | 28                                  | |                  |

| 9 avril | Canadiens de Montréal | 1-3 (0-1, 1-1, 0-1) | Oilers d'Edmonton | Forum de Montréal 15 527 spectateurs |

| Feuille de match | Feuille de match                                | Feuille de match | Feuille de match                                                                                          | Feuille de match |
| ---------------- | ----------------------------------------------- | ---------------- | --- | ---------------- |
|                  | Gingras (Larouche, Robinson) — 20 min 32 s (SN) | 0-1 1-1 1-2 1-3  | Coffey — 5 min 24 s Siltanen (Kurri, Gretzky) — 24 min 43 s (SN) Kurri (Callighen, Gretzky) — 54 min 27 s |                  |
| Sévigny          | Gardiens                                        | Moog             | |                  |
|                  |                                                 |                  | |                  |
| 41               | Tirs                                            | 29               | |                  |

| 11 avril | Oilers d'Edmonton | 6-2 (2-0, 2-2, 2-0) | Canadiens de Montréal | Northlands Coliseum 17 490 spectateurs |

| Feuille de match | Feuille de match | Feuille de match                | Feuille de match                                            | Feuille de match |
| ---------------- | --- | ------------------------------- | ----------------------------------------------------------- | ---------------- |
|                  | Hagman (Anderson) — 6 min 9 s Coffey (Kurri, Gretzky) — 15 min 54 s Gretzky (Callighen, Coffey) — 8 min 15 s Gretzky — 18 min 56 s Lumley (Lowe) — 19 min 23 s (CV) Gretzky (Coffey, Lariviere) — 19 min 53 s | 1-0 2-0 3-0 3-1 3-2 4-2 5-2 6-2 | Engblom (Sévigny, Lafleur) — 8 min 49 s Shutt — 15 min 33 s |                  |
| Moog             | Gardiens | Sévigny                         |                                                             |                  |
|                  | |                                 |                                                             |                  |
| 29               | Tirs | 24                              |                                                             |                  |

#### Saint-Louis contre Pittsburgh
| 8 avril | Blues de Saint-Louis | 4-2 (2-1, 1-1, 1-0) | Penguins de Pittsburgh | St. Louis Arena 16 053 spectateurs |

| Feuille de match | Feuille de match | Feuille de match        | Feuille de match                                                | Feuille de match |
| ---------------- | --- | ----------------------- | --------------------------------------------------------------- | ---------------- |
|                  | Zuke (Micheletti, Federko) — 4 min 48 s (SN) Currie (Federko, Micheletti) — 15 min 58 s Pettersson (Dunlop) — 34 min 44 s Crombeen (Patey) — 59 min 59 s (CV) | 0-1 1-1 2-1 2-2 3-2 4-2 | Malone (Carlyle, Lee) — 15 s Schutt (Malone, Lee) — 33 min 21 s |                  |
| Liut             | Gardiens | Millen                  |                                                                 |                  |
|                  | |                         |                                                                 |                  |
| 48               | Tirs | 26                      |                                                                 |                  |

| 9 avril | Blues de Saint-Louis | 4-6 (1-0, 1-4, 2-2) | Penguins de Pittsburgh | St. Louis Arena 17 033 spectateurs |

| Feuille de match | Feuille de match | Feuille de match                        | Feuille de match | Feuille de match |
| ---------------- | --- | --------------------------------------- | --- | ---------------- |
|                  | Micheletti (Federko) — 2 min 35 s (SN) Currie — 23 min 11 s Chapman (Micheletti, Federko) — 50 min 49 s Federko (Currie, Dunlop) — 56 min 4 s (SN) | 1-0 1-1 2-1 2-2 2-3 2-4 2-5 2-6 3-6 4-6 | Carlyle (Ferguson, Bullard) — 22 min 3 s Sheppard (Bullard, Ferguson) — 24 min 58 s Faubert (Kehoe, Schutt) — 26 min 59 s (SN) Ferguson (Sheppard) — 31 min 13 s Schutt (Malone, Lee) — 40 min 35 s Carlyle (Schutt, Lee) — 43 min 6 s |                  |
| Liut             | Gardiens | Millen                                  | |                  |
|                  | |                                         | |                  |
| 23               | Tirs | 30                                      | |                  |

| 11 avril | Penguins de Pittsburgh | 4-5 (1-1, 2-3, 1-1) | Blues de Saint-Louis | Civic Arena 14 646 spectateurs |

| Feuille de match | Feuille de match | Feuille de match                    | Feuille de match | Feuille de match |
| ---------------- | --- | ----------------------------------- | --- | ---------------- |
|                  | Schutt (Malone, Stackhouse) — 7 min 4 s (SN) Bullard (Ferguson, Price) — 28 min 57 s Johnson (Carlyle, Rissling) — 30 min 31 s Sheppard (Carlyle, Ferguson) — 45 min 8 s (SN) | 1-0 1-1 1-2 2-2 2-3 3-3 3-4 4-4 4-5 | Sutter (Federko, Micheletti) — 11 min 51 s (SN) Klassen (Chapman, Lapointe) — 26 min 36 s Babych (Kea, Brownschidle) — 29 min 58 s Federko (Micheletti, Currie) — 34 min 38 s (SN) Federko (Currie, Sutter) — 55 min 54 s |                  |
| Millen           | Gardiens | Liut                                | |                  |
|                  | |                                     | |                  |
| 31               | Tirs | 32                                  | |                  |

| 12 avril | Penguins de Pittsburgh | 6-3 (1-2, 2-1, 3-0) | Blues de Saint-Louis | Civic Arena 12 042 spectateurs |

| Feuille de match | Feuille de match | Feuille de match                    | Feuille de match | Feuille de match |
| ---------------- | --- | ----------------------------------- | --- | ---------------- |
|                  | Bullard (Carlyle, Faubert) — 14 min 52 s (SN) Johnson (Kehoe, Chorney) — 27 min 45 s (SN) Carlyle — 31 min 49 s (IN) Bullard (Ferguson) — 40 min 44 s Carlyle (Bullard, Sheppard) — 49 min 21 s Price (Sheppard) — 54 min 2 s | 0-1 0-2 1-2 2-2 3-2 3-3 4-3 5-3 6-3 | Klassen (Patey, Micheletti) — 5 min 53 s Zuke (Currie, Micheletti) — 7 min 10 s (SN) Zuke (Micheletti, Currie) — 33 min 55 s (SN) |                  |
| Millen           | Gardiens | Liut                                | |                  |
|                  | |                                     | |                  |
| 34               | Tirs | 24                                  | |                  |

| 14 avril | Blues de Saint-Louis | 4-3 (2 pr) (0-1, 2-1, 1-1, 0-0, 1-0) | Penguins de Pittsburgh | St. Louis Arena 18 150 spectateurs |

| Feuille de match | Feuille de match | Feuille de match            | Feuille de match | Feuille de match |
| ---------------- | --- | --------------------------- | --- | ---------------- |
|                  | Sutter (Federko, Currie) — 31 min 17 s Federko (Sutter, Currie) — 36 min 6 s (SN) Lapointe (Chapman, Patey) — 43 min 34 s Crombeen (Zuke, Lapointe) — 85 min 16 s | 0-1 1-1 1-2 2-2 3-2 3-3 4-3 | Gardner (Kehoe, Carlyle) — 7 min 48 s (SN) Ferguson (Johnson, Sheppard) — 35 min 6 s Malone (Schutt, Baxter) — 50 min 36 s |                  |
| Liut             | Gardiens | Millen                      | |                  |
|                  | |                             | |                  |
| 52               | Tirs | 51                          | |                  |

#### Los Angeles contre Rangers de New York
| 8 avril | Kings de Los Angeles | 1-3 (0-1, 0-1, 1-1) | Rangers de New York | The Forum 12 305 spectateurs |

| Feuille de match | Feuille de match             | Feuille de match | Feuille de match                                                                              | Feuille de match |
| ---------------- | ---------------------------- | ---------------- | --------------------------------------------------------------------------------------------- | ---------------- |
|                  | Harris (Bonar) — 52 min 31 s | 0-1 0-2 1-2 1-3  | Hedberg (Nilsson, Beck) — 9 min 4 s Nilsson (Hedberg) — 21 min 25 s Duguay — 59 min 52 s (CV) |                  |
| Lessard          | Gardiens                     | Baker            |                                                                                               |                  |
|                  |                              |                  |                                                                                               |                  |
| 32               | Tirs                         | 19               |                                                                                               |                  |

| 9 avril | Kings de Los Angeles | 5-4 (2-1, 1-1, 2-2) | Rangers de New York | The Forum 12 645 spectateurs |

| Feuille de match | Feuille de match | Feuille de match                    | Feuille de match | Feuille de match |
| ---------------- | --- | ----------------------------------- | --- | ---------------- |
|                  | MurphyL (Hardy, Taylor) — 8 min 22 s (SN) Dionne (Hardy, Taylor) — 8 min 48 s (SN) Taylor (Chartraw, Jensen) — 35 min 4 s (SN) Harris (Dionne, Lewis) — 42 min 34 s Hopkins (St. Laurent, Luce) — 57 min 16 s | 0-1 1-1 2-1 3-1 3-2 4-2 4-3 4-4 5-4 | Hospodar — 27 s Duguay (Laidlaw) — 36 min 44 s Hedberg (Da. Maloney, Nilsson) — 47 min 1 s (SN) Nilsson (Da. Maloney) — 51 min 17 s |                  |
| Lessard          | Gardiens | Baker                               | |                  |
|                  | |                                     | |                  |
| 39               | Tirs | 27                                  | |                  |

| 11 avril | Rangers de New York | 10-3 (4-2, 4-0, 2-1) | Kings de Los Angeles | Madison Square Garden 17 388 spectateurs |

| Feuille de match | Feuille de match | Feuille de match                                      | Feuille de match | Feuille de match |
| ---------------- | --- | ----------------------------------------------------- | --- | ---------------- |
|                  | Do. Maloney (Greschner) — 1 min 51 s (SN) Beck — 8 min 28 s Greschner (Nilsson, Hedberg) — 14 min 29 s Johnstone (Do. Maloney) — 19 min 44 s Duguay (Vickers, Talafous) — 27 min 34 s Johnstone (Do. Maloney, Allison) — 32 min 25 s Talafous (Duguay, Vadnais) — 33 min 40 s Nilsson (Hedberg, Greschner) — 36 min 44 s Allison (Do. Maloney) — 42 min 51 s Nilsson (Greschner, Beck) — 47 min 38 s (SN) | 0-1 1-1 1-2 2-2 3-2 4-2 5-2 6-2 7-2 8-2 9-2 10-2 10-3 | Hardy (Harris, Dionne) — 1 min 36 s (SN) Taylor (Dionne, M. Murphy) — 2 min 48 s L. Murphy (Kelly, Lewis) — 58 min 59 s |                  |
| Baker, Weeks     | Gardiens | Lessard, Rutherford                                   | |                  |
|                  | |                                                       | |                  |
| 38               | Tirs | 26                                                    | |                  |

| 12 avril | Rangers de New York | 6-3 (2-2, 1-1, 3-0) | Kings de Los Angeles | Madison Square Garden 17 387 spectateurs |

| Feuille de match | Feuille de match | Feuille de match                    | Feuille de match                                                                                | Feuille de match |
| ---------------- | --- | ----------------------------------- | ----------------------------------------------------------------------------------------------- | ---------------- |
|                  | Duguay (Beck) — 46 s Nethery (Gillis, Hughes) — 5 min 53 s Nilsson (Johnstone, Do. Maloney) — 28 min 22 s Laidlaw (Duguay) — 46 min 44 s Hedberg (Greschner, Vadnais) — 52 min 11 s Duguay (Talafous, Vickers) — 55 min 8 s | 1-0 1-1 2-1 2-2 3-2 3-3 4-3 5-3 6-3 | Terrion (Jensen, Fox) — 1 min 47 s (SN) Bonar (Luce) — 13 min 26 s (IN) L. Murphy — 34 min 30 s |                  |
| Baker            | Gardiens | Lessard                             |                                                                                                 |                  |
|                  | |                                     |                                                                                                 |                  |
| 48               | Tirs | 27                                  |                                                                                                 |                  |

#### Buffalo contre Vancouver
| 8 avril | Sabres de Buffalo | 3-2 (pr) (0-1, 1-1, 1-0, 1-0) | Canucks de Vancouver | Buffalo Memorial Auditorium 11 854 spectateurs |

| Feuille de match | Feuille de match                                                                        | Feuille de match    | Feuille de match                                                                | Feuille de match |
| ---------------- | --------------------------------------------------------------------------------------- | ------------------- | ------------------------------------------------------------------------------- | ---------------- |
|                  | Seiling (Ramsay, Dunn) — 20 min 14 s Savard — 58 min 52 s Haworth (Ruff, Hajt) — 65 min | 0-1 1-1 1-2 2-2 3-2 | Rota (Halward, McCarthy) — 12 min 31 s (SN) Fraser (Gradin, Smyl) — 24 min 51 s |                  |
| Edwards          | Gardiens                                                                                | Brodeur             |                                                                                 |                  |
|                  |                                                                                         |                     |                                                                                 |                  |
| 27               | Tirs                                                                                    | 19                  |                                                                                 |                  |

| 9 avril | Sabres de Buffalo | 5-2 (3-1, 2-0, 0-1) | Canucks de Vancouver | Buffalo Memorial Auditorium 12 665 spectateurs |

| Feuille de match | Feuille de match | Feuille de match            | Feuille de match                                                   | Feuille de match |
| ---------------- | --- | --------------------------- | ------------------------------------------------------------------ | ---------------- |
|                  | Haworth (Perreault, Van Boxmeer) — 5 min 2 s (SN) Savard (Ramsay) — 9 min 9 s Gare (Perreault, Van Boxmeer) — 19 min 41 s (SN) Savard (Dunn) — 24 min 5 s Ruff (Dunn, Van Boxmeer) — 35 min 52 s (SN) | 1-0 1-1 2-1 3-1 4-1 5-1 5-2 | Butler (Gradin) — 7 min 40 s Smyl (Gradin, Campbell) — 41 min 59 s |                  |
| Edwards          | Gardiens | Brodeur                     |                                                                    |                  |
|                  | |                             |                                                                    |                  |
| 37               | Tirs | 22                          |                                                                    |                  |

| 11 avril | Canucks de Vancouver | 3-5 (1-3, 0-1, 2-1) | Sabres de Buffalo | Pacific Coliseum 12 417 spectateurs |

| Feuille de match | Feuille de match                                                                                  | Feuille de match                | Feuille de match | Feuille de match |
| ---------------- | ------------------------------------------------------------------------------------------------- | ------------------------------- | --- | ---------------- |
|                  | Rota (Smyl) — 13 min 57 s Gradin (Boldirev) — 41 min 13 s Boldirev (Rota, MacDonald) — 53 min 8 s | 0-1 1-1 1-2 1-3 1-4 2-4 3-4 3-5 | Gare (Smith) — 11 min 10 s McKegney (Smith, Ramsey) — 14 min 37 s Gare (Perreault, Van Boxmeer) — 17 min 12 s (SN) Ruff (Perreault, Van Boxmeer) — 30 min 25 s McKegney — 55 min 42 s |                  |
| Brodeur          | Gardiens                                                                                          | Edwards                         | |                  |
|                  |                                                                                                   |                                 | |                  |
| 26               | Tirs                                                                                              | 24                              | |                  |

#### Boston contre Minnesota
| 8 avril | Bruins de Boston | 4-5 (pr) (1-2, 2-0, 1-2, 0-1) | North Stars du Minnesota | Boston Garden 8 539 spectateurs |

| Feuille de match | Feuille de match | Feuille de match                    | Feuille de match | Feuille de match |
| ---------------- | --- | ----------------------------------- | --- | ---------------- |
|                  | Marcotte (Milbury, O'Reilly) — 12 min 54 s Foster — 22 min 29 s McNab (Mccrimmon, Middleton) — 27 min 20 s (SN) McNab (O'Reilly, Marcotte) — 47 min 14 s | 0-1 1-1 1-2 2-2 3-2 3-3 4-3 4-4 4-5 | Payne (Hartsburg, B. Maxwell) — 5 min 32 s (SN) Ciccarelli (B. Smith, Hartsburg) — 19 min 28 s Payne — 40 min 37 s Carlson (B. Smith, G. Smith) — 51 min 55 s Payne (Young, MacAdam) — 63 min 34 s |                  |
| Vachon           | Gardiens | Meloche                             | |                  |
|                  | |                                     | |                  |
| 32               | Tirs | 40                                  | |                  |

| 9 avril | Bruins de Boston | 6-9 (2-3, 1-3, 3-3) | North Stars du Minnesota | Boston Garden 9 069 spectateurs |

| Feuille de match | Feuille de match | Feuille de match                                            | Feuille de match | Feuille de match |
| ---------------- | --- | ----------------------------------------------------------- | --- | ---------------- |
|                  | Park — 56 s (SN) O'Reilly (Bourque, Park) — 19 min 29 s Mcnab (Marcotte, Park) — 20 min 41 s Marcotte (O'Connell) — 40 min 29 s Crowder (Kasper) — 47 min 7 s Crowder (Cashman, Park) — 48 min 5 s | 1-0 1-1 1-2 1-3 2-3 3-3 3-4 3-5 3-6 4-6 4-7 4-8 5-8 6-8 6-9 | B. Smith (Ciccarelli, Barrett) — 1 min 15 s Payne (Ciccarelli, Young) — 7 min (SN) MacAdam (Young, Payne) — 9 min 32 s B. Maxwell (Young) — 22 min 49 s (SN) Payne (B. Maxwell, Young) — 30 min 15 s MacAdam (Payne, SmithB) — 39 min 38 s Ciccarelli (Giles, Christoff) — 42 min 47 s (SN) K. Maxwell (Ciccarelli, Carlson) — 43 min 17 s Young (MacAdam, G. Smith) — 54 min 25 s |                  |
| Vachon, Baron    | Gardiens | Beaupre                                                     | |                  |
|                  | |                                                             | |                  |
| 40               | Tirs | 32                                                          | |                  |

| 11 avril | North Stars du Minnesota | 6-3 (4-1, 1-0, 1-2) | Bruins de Boston | Metropolitan Sports Center 15 784 spectateurs |

| Feuille de match | Feuille de match | Feuille de match                    | Feuille de match | Feuille de match |
| ---------------- | --- | ----------------------------------- | --- | ---------------- |
|                  | Palmer (Christoff, Broten) — 3 min 36 s MacAdam (Young, Payne) — 4 min 57 s Ciccarelli (B. Smith) — 12 min (SN) Payne (MacAdam) — 18 min 33 s G. Smith — 38 min 5 s (IN) Payne (Young) — 58 min 34 s (CV) | 1-0 2-0 3-0 4-0 4-1 5-1 5-2 5-3 6-3 | O'Connell (Foster, Lalonde) — 19 min 47 s (IN) Lalonde (O'Connell) — 51 min 10 s (IN) Lalonde (O'Connell, Redmond) — 55 min 42 s (IN) |                  |
| Meloche          | Gardiens | Vachon                              | |                  |
|                  | |                                     | |                  |
| 45               | Tirs | 39                                  | |                  |

#### Philadelphie contre Québec
| 8 avril | Flyers de Philadelphie | 6-4 (3-1, 0-2, 3-1) | Nordiques de Québec | Spectrum 17 077 spectateurs |

| Feuille de match | Feuille de match | Feuille de match                        | Feuille de match | Feuille de match |
| ---------------- | --- | --------------------------------------- | --- | ---------------- |
|                  | Barber (Wilson, Murray) — 6 min 45 s Propp (Linseman, Bailey) — 9 min 9 s Propp (Linseman, Holmgren) — 16 min Holmgren (Propp, Linseman) — 41 min 41 s Hill (Gorence, Dailey) — 49 min 59 s Barber — 59 min 19 s (CV) | 1-0 2-0 2-1 3-1 3-2 3-3 4-3 5-3 5-4 6-4 | A. Šťastný (P. Šťastný, Goulet) — 14 min 8 s Goulet (P. Šťastný, A. Šťastný) — 21 min 28 s Hunter (Richard, Tardif) — 24 min 34 s A. Šťastný (P. Šťastný, Goulet) — 57 min 55 s (SN) |                  |
| St. Croix        | Gardiens | Bouchard                                | |                  |
|                  | |                                         | |                  |
| 45               | Tirs | 20                                      | |                  |

| 9 avril | Flyers de Philadelphie | 8-5 (3-1, 2-2, 3-2) | Nordiques de Québec | Spectrum 17 077 spectateurs |

| Feuille de match | Feuille de match | Feuille de match                                    | Feuille de match | Feuille de match |
| ---------------- | --- | --------------------------------------------------- | --- | ---------------- |
|                  | Barber (MacLeish) Bridgman (Gorence, Hill) — 2 min 7 s Barber (Holmgren, Linseman) — 18 min 31 s (SN) Barber — 25 min 55 s (IN) Gorence (Hill, Wilson) — 29 min 47 s Linseman — 43 min 25 s Bridgman (Hill) — 55 min 21 s Clarke (Bridgman, Bathe) — 58 min 46 s (IN + CV) | 1-0 2-0 2-1 3-1 3-2 4-2 5-2 5-3 6-3 6-4 6-5 7-5 8-5 | P. Šťastný — 16 min 50 s (SN) A. Šťastný (P. Šťastný, Hoganson) — 22 min 31 s Richard (Ftorek, Hunter) — 39 min 29 s (SN) Hunter (Hoganson, Goulet) — 50 min 36 s Tardif (Richard, Marois) — 53 min 25 s |                  |
| Peeters          | Gardiens | Bouchard, Plasse                                    | |                  |
|                  | |                                                     | |                  |
| 31               | Tirs | 25                                                  | |                  |

| 11 avril | Nordiques de Québec | 2-0 (0-0, 0-0, 2-0) | Flyers de Philadelphie | Colisée de Québec 15 081 spectateurs |

| Feuille de match | Feuille de match                                                                         | Feuille de match | Feuille de match | Feuille de match |
| ---------------- | ---------------------------------------------------------------------------------------- | ---------------- | ---------------- | ---------------- |
|                  | Goulet (P. Šťastný, Lacroix) — 49 min 48 s P. Šťastný (A. Šťastný, Goulet) — 57 min 26 s | 1-0 2-0          |                  |                  |
| Bouchard         | Gardiens                                                                                 | St. Croix        |                  |                  |
|                  |                                                                                          |                  |                  |                  |
| 31               | Tirs                                                                                     | 32               |                  |                  |

| 12 avril | Nordiques de Québec | 4-3 (pr) (1-3, 0-0, 2-0, 1-0) | Flyers de Philadelphie | Colisée de Québec 15 130 spectateurs |

| Feuille de match | Feuille de match | Feuille de match            | Feuille de match                                                                                        | Feuille de match |
| ---------------- | --- | --------------------------- | --- | ---------------- |
|                  | Ftorek (Richard, P. Šťastný) — 6 min 13 s (SN) Hunter (Tardif, Hoganson) — 55 min 35 s Richard (Hunter, Lacroix) — 57 min 8 s Hunter (Tardif, Richard) — 60 min 37 s | 0-1 1-1 1-2 1-3 2-3 3-3 4-3 | Murray (Linseman) — 7 s Wilson (Holmgren, Linseman) — 7 min 39 s Gorence (Bridgman, Hill) — 13 min 34 s |                  |
| Bouchard         | Gardiens | St. Croix                   | |                  |
|                  | |                             | |                  |
| 23               | Tirs | 22                          | |                  |

| 14 avril | Flyers de Philadelphie | 5-2 (1-1, 1-0, 3-1) | Nordiques de Québec | Spectrum 17 077 spectateurs |

| Feuille de match | Feuille de match | Feuille de match            | Feuille de match                                                                                | Feuille de match |
| ---------------- | --- | --------------------------- | ----------------------------------------------------------------------------------------------- | ---------------- |
|                  | MacLeish — 17 min 16 s (SN) Hill (Bridgman, Bathe) — 30 min 5 s Linseman (Holmgren) — 40 min 18 s Holmgren (Linseman, Propp) — 42 min 48 s Propp (Linseman, Eriksson) — 45 min 7 s | 1-0 1-1 2-1 3-2 4-1 5-1 5-2 | Goulet (P. Šťastný, A. Šťastný) — 18 min 4 s A. Šťastný (Ftorek, P. Šťastný) — 46 min 16 s (SN) |                  |
| Peeters          | Gardiens | Bouchard                    |                                                                                                 |                  |
|                  | |                             |                                                                                                 |                  |
| 37               | Tirs | 18                          |                                                                                                 |                  |

#### Calgary contre Chicago
| 8 avril | Flames de Calgary | 4-3 (0-0, 2-2, 2-1) | Black Hawks de Chicago | Stampede Corral 7 226 spectateurs |

| Feuille de match | Feuille de match | Feuille de match            | Feuille de match | Feuille de match |
| ---------------- | --- | --------------------------- | --- | ---------------- |
|                  | MacMillan (Holt, Nilsson) — 21 min 14 s Russell (Houston, Nilsson) — 39 min 29 s Nilsson (Lever, Reinhart) — 43 min 47 s Labraaten (Nilsson, Reinhart) — 47 min 34 s (SN) | 1-0 1-1 1-2 2-2 3-2 4-2 4-3 | Sutter (Sharpley, Wilson) — 37 min 54 s Secord (Fox, Brown) — 38 min 3 s Sutter (Wilson, Sharpley) — 48 min 40 s (SN) |                  |
| Lemelin          | Gardiens | Esposito                    | |                  |
|                  | |                             | |                  |
| 33               | Tirs | 25                          | |                  |

| 9 avril | Flames de Calgary | 6-2 (1-0, 2-1, 3-1) | Black Hawks de Chicago | Stampede Corral 7 226 spectateurs |

| Feuille de match | Feuille de match | Feuille de match                | Feuille de match                                                   | Feuille de match |
| ---------------- | --- | ------------------------------- | ------------------------------------------------------------------ | ---------------- |
|                  | MacMillan (Plett, Lemelin) — 8 min 38 s MacMillan (Chouinard, Reinhart) — 36 min 15 s Plett (Houston, Nilsson) — 37 min 12 s (SN) Nilsson — 44 min 47 s Chouinard (Reinhart, MacMillan) — 45 min 22 s Clement (Russell) — 48 min 37 s | 1-0 1-1 2-1 3-1 3-2 4-2 5-2 6-2 | Secord (Lysiak) — 26 min 53 s Marsh (Lysiak, Sutter) — 43 min 57 s |                  |
| Lemelin          | Gardiens | Esposito                        |                                                                    |                  |
|                  | |                                 |                                                                    |                  |
| 42               | Tirs | 40                              |                                                                    |                  |

| 11 avril | Black Hawks de Chicago | 4-5 (2 pr) (2-2, 0-2, 2-0, 0-0, 0-1) | Flames de Calgary | Chicago Stadium 12 482 spectateurs |

| Feuille de match | Feuille de match | Feuille de match                    | Feuille de match | Feuille de match |
| ---------------- | --- | ----------------------------------- | --- | ---------------- |
|                  | Paterson — 2 min 55 s (IN) Secord (Ruskowski, Brown) — 9 min 56 s Secord (Preston, Ruskowski) — 57 min 12 s Sutter (Lysiak, Marsh) — 59 min 17 s | 1-0 1-1 2-1 2-2 2-3 2-4 3-4 4-4 4-5 | Plett (Reinhart, Nilsson) — 2 min 19 s (SN) Houston (Nilsson, MacMillan) — 17 min 34 s MacMillan (Rautakallio) — 30 min 42 s Lever (Russell) — 31 min 20 s Plett (Chouinard) — 95 min 17 s |                  |
| Esposito         | Gardiens | Lemelin                             | |                  |
|                  | |                                     | |                  |
| 65               | Tirs | 48                                  | |                  |

### Quarts de finale

#### Islanders de New York contre Edmonton
| 16 avril | Islanders de New York | 8-2 (2-0, 4-1, 2-1) | Oilers d'Edmonton | Nassau Veterans Memorial Coliseum 15 008 spectateurs |

| Feuille de match | Feuille de match | Feuille de match                        | Feuille de match                                                             | Feuille de match |
| ---------------- | --- | --------------------------------------- | ---------------------------------------------------------------------------- | ---------------- |
|                  | Nystrom (Howatt, McEwen) — 3 min 14 s Goring (Nystrom, D. Potvin) — 19 min 15 s (SN) Tonelli (Merrick, Howatt) — 22 min 46 s Marini (Carroll, Lorimer) — 23 min 33 s D. Potvin (Trottier, Bossy) — 24 min 30 s (SN) Gillies (Goring, Marini) — 34 min 17 s (SN) Gillies (Langevin, Marini) — 47 min 15 s D. Potvin (Goring, Carroll) — 50 min 50 s (IN) | 1-0 2-0 3-0 4-0 5-0 5-1 6-1 7-1 8-1 8-2 | Gretzky (Messier) — 28 min 6 s (SN) Hagman (Messier, Anderson) — 52 min 27 s |                  |
| Smith            | Gardiens | Moog, Edwards                           |                                                                              |                  |
|                  | |                                         |                                                                              |                  |
| 26               | Tirs | 28                                      |                                                                              |                  |

| 17 avril | Islanders de New York | 6-3 (0-1, 3-2, 3-0) | Oilers d'Edmonton | Nassau Veterans Memorial Coliseum 15 008 spectateurs |

| Feuille de match | Feuille de match | Feuille de match                    | Feuille de match | Feuille de match |
| ---------------- | --- | ----------------------------------- | --- | ---------------- |
|                  | D. Potvin (Bossy, Trottier) — 22 min 26 s (SN) Goring (Persson, D. Potvin) — 24 min 47 s (SN) D. Potvin (Goring, Mcewen) — 29 min 44 s (SN) D. Potvin (Bossy, Gillies) — 43 min 47 s (SN) Bossy (D. Potvin, Morrow) — 47 min 59 s Trottier (Bourne) — 57 min 41 s (IN + CV) | 0-1 1-1 2-1 2-2 3-2 3-3 4-3 5-3 6-3 | Anderson (Gretzky, Messier) — 6 min 11 s (SN) Siltanen (Hagman, Anderson) — 26 min 5 s (SN) Anderson (Messier) — 32 min 23 s |                  |
| Smith            | Gardiens | Moog                                | |                  |
|                  | |                                     | |                  |
| 29               | Tirs | 22                                  | |                  |

| 19 avril | Oilers d'Edmonton | 5-2 (0-0, 2-1, 3-1) | Islanders de New York | Northlands Coliseum 17 490 spectateurs |

| Feuille de match | Feuille de match | Feuille de match            | Feuille de match                                                                    | Feuille de match |
| ---------------- | --- | --------------------------- | ----------------------------------------------------------------------------------- | ---------------- |
|                  | Gretzky — 22 min 16 s (IN) Gretzky (Kurri, Coffey) — 36 min 44 s (SN) Hagman (Anderson, Messier) — 43 min 24 s Gretzky (Kurri) — 46 min 59 s Kurri (Lowe) — 56 min 25 s | 1-0 1-1 2-1 3-1 4-1 4-2 5-2 | Bossy (Trottier, Gillies) — 32 min 30 s (SN) Gillies (Goring, Marini) — 50 min 33 s |                  |
| Moog             | Gardiens | Smith, Melanson             |                                                                                     |                  |
|                  | |                             |                                                                                     |                  |
| 34               | Tirs | 30                          |                                                                                     |                  |

| 20 avril | Oilers d'Edmonton | 4-5 (pr) (2-2, 1-2, 1-0, 0-1) | Islanders de New York | Northlands Coliseum 17 490 spectateurs |

| Feuille de match | Feuille de match | Feuille de match                    | Feuille de match | Feuille de match |
| ---------------- | --- | ----------------------------------- | --- | ---------------- |
|                  | Coffey — 3 min 2 s (SN) Kurri (Lariviere, Gretzky) — 5 min 19 s Messier (Hicks) — 30 min 46 s Callighen (Anderson, Gretzky) — 47 min (SN) | 1-0 2-0 2-1 2-2 2-3 3-3 3-4 4-4 4-5 | D. Potvin (Bossy, Bourne) — 7 min 57 s (SN) Nystrom (Tonelli, Merrick) — 16 min 11 s Trottier (Bossy) — 28 min 59 s (SN) Tonelli (Lane) — 33 min 52 s Morrow — 65 min 41 s |                  |
| Moog             | Gardiens | Melanson                            | |                  |
|                  | |                                     | |                  |
| 33               | Tirs | 38                                  | |                  |

| 22 avril | Islanders de New York | 3-4 (2-2, 0-1, 1-1) | Oilers d'Edmonton | Nassau Veterans Memorial Coliseum 15 008 spectateurs |

| Feuille de match | Feuille de match | Feuille de match            | Feuille de match | Feuille de match |
| ---------------- | --- | --------------------------- | --- | ---------------- |
|                  | Trottier (Mcewen, Bossy) — 12 min 56 s (SN) Bossy (Lane) — 16 min 31 s Bossy (PotvinD, Trottier) — 58 min 25 s (SN) | 0-1 1-1 2-1 2-2 2-3 2-4 3-4 | Hicks (Gretzky) — 6 min Anderson (Gretzky, Callighen) — 18 min 51 s (SN) Callighen (Kurri) — 38 min 44 s Hagman (Anderson) — 55 min 19 s |                  |
| Smith            | Gardiens | Moog                        | |                  |
|                  | |                             | |                  |
| 32               | Tirs | 22                          | |                  |

| 24 avril | Oilers d'Edmonton | 2-5 (0-1, 1-2, 1-2) | Islanders de New York | Northlands Coliseum 17 490 spectateurs |

| Feuille de match | Feuille de match                                                              | Feuille de match            | Feuille de match | Feuille de match |
| ---------------- | ----------------------------------------------------------------------------- | --------------------------- | --- | ---------------- |
|                  | Anderson (Gretzky, Kurri) — 20 min 38 s (SN) Messier (Anderson) — 45 min 31 s | 0-1 1-1 1-2 1-3 2-3 2-4 2-5 | Marini (Gillies, Trottier) — 4 min 54 s Kallur (Lane, Merrick) — 33 min 12 s Nystrom (Marini, Lorimer) — 35 min 45 s D. Sutter — 49 min 16 s McEwen (Bossy, Smith) — 52 min 38 s (SN) |                  |
| Moog             | Gardiens                                                                      | Smith                       | |                  |
|                  |                                                                               |                             | |                  |
| 23               | Tirs                                                                          | 26                          | |                  |

#### Saint-Louis contre Rangers de New York
| 16 avril | Blues de Saint-Louis | 6-3 (3-1, 3-1, 0-1) | Rangers de New York | St. Louis Arena 17 550 spectateurs |

| Feuille de match | Feuille de match | Feuille de match                    | Feuille de match | Feuille de match |
| ---------------- | --- | ----------------------------------- | --- | ---------------- |
|                  | Federko (Sutter, Currie) — 11 min 15 s (SN) Sutter (Federko) — 14 min 55 s Chapman (Patey) — 17 min 39 s Crombeen (Zuke, Pettersson) — 28 min 56 s Federko (Currie) — 36 min 42 s Zuke (Chapman) — 39 min 42 s | 0-1 1-1 2-1 3-1 3-2 4-2 5-2 6-2 6-3 | Nethery (Gillis, Laidlaw) — 7 min 21 s Nethery (Gillis, Kotsopoulos) — 21 min 34 s Gillis (Duguay, Wallin) — 45 min 39 s |                  |
| Liut             | Gardiens | Baker                               | |                  |
|                  | |                                     | |                  |
| 28               | Tirs | 31                                  | |                  |

| 17 avril | Blues de Saint-Louis | 4-6 (3-1, 0-1, 1-4) | Rangers de New York | St. Louis Arena 18 437 spectateurs |

| Feuille de match | Feuille de match | Feuille de match                        | Feuille de match | Feuille de match |
| ---------------- | --- | --------------------------------------- | --- | ---------------- |
|                  | Pettersson (Currie) — 1 min 22 s Patey (Chapman) — 2 min 16 s Sutter (Currie, Brownschidle) — 18 min 6 s (SN) Sutter (Micheletti) — 55 min 4 s | 1-0 2-0 2-1 3-1 3-2 3-3 3-4 3-5 4-5 4-6 | Beck (Duguay) — 3 min 7 s (IN) Talafous (Kotsopoulos, Beck) — 36 min 24 s Gillis (Nethery) — 47 min 30 s Hedberg — 48 min 29 s Allison (Vickers, Wallin) — 50 min 16 s Duguay (Vickers) — 59 min 13 s |                  |
| Liut             | Gardiens | Baker                                   | |                  |
|                  | |                                         | |                  |
| 29               | Tirs | 30                                      | |                  |

| 19 avril | Rangers de New York | 6-3 (1-1, 4-1, 1-1) | Blues de Saint-Louis | Madison Square Garden 17 387 spectateurs |

| Feuille de match | Feuille de match | Feuille de match                    | Feuille de match                                                                                                  | Feuille de match |
| ---------------- | --- | ----------------------------------- | --- | ---------------- |
|                  | Greschner (Hedberg, Nilsson) — 40 s Nilsson (Hedberg, Beck) — 25 min 13 s (SN) Beck (Do. Maloney) — 26 min 41 s Allison (Greschner) — 33 min 49 s (SN) Vickers (Beck, Duguay) — 37 min 36 s Nethery (Gillis) — 42 min 23 s | 1-0 1-1 2-1 3-1 4-1 4-2 5-2 5-3 6-3 | Babych (Pettersson, Federko) — 2 min 47 s (SN) Stewart (Currie, Federko) — 35 min 35 s Currie (Kea) — 40 min 34 s |                  |
| Baker            | Gardiens | Liut                                | |                  |
|                  | |                                     | |                  |
| 31               | Tirs | 17                                  | |                  |

| 20 avril | Rangers de New York | 4-1 (2-1, 1-0, 1-0) | Blues de Saint-Louis | Madison Square Garden 17 389 spectateurs |

| Feuille de match | Feuille de match | Feuille de match    | Feuille de match                            | Feuille de match |
| ---------------- | --- | ------------------- | ------------------------------------------- | ---------------- |
|                  | Hedberg (Greschner, Laidlaw) — 6 min 14 s Duguay (Vickers, Talafous) — 18 min 37 s Vickers (Nilsson) — 29 min 1 s (SN) Vickers (Duguay) — 43 min 24 s | 1-0 1-1 2-1 3-1 4-1 | Currie (Zuke, Micheletti) — 7 min 40 s (SN) |                  |
| Baker            | Gardiens | Liut                |                                             |                  |
|                  | |                     |                                             |                  |
| 28               | Tirs | 34                  |                                             |                  |

| 22 avril | Blues de Saint-Louis | 4-3 (1-2, 2-1, 1-0) | Rangers de New York | St. Louis Arena 18 066 spectateurs |

| Feuille de match | Feuille de match | Feuille de match            | Feuille de match | Feuille de match |
| ---------------- | --- | --------------------------- | --- | ---------------- |
|                  | Sutter (Zuke, Federko) — 14 min 17 s (SN) Patey — 28 min 25 s Pettersson (Dunlop, Maxwell) — 34 min 55 s Pettersson (Zuke) — 46 min 9 s (SN) | 0-1 0-2 1-2 1-3 2-3 3-3 4-3 | Greschner (Nilsson, Beck) — 6 min 35 s Nilsson (Beck, Wallin) — 10 min 6 s (SN) Vadnais (Greschner, Hedberg) — 22 min 54 s |                  |
| Liut             | Gardiens | Baker                       | |                  |
|                  | |                             | |                  |
| 30               | Tirs | 37                          | |                  |

| 24 avril | Rangers de New York | 7-4 (3-0, 2-3, 2-1) | Blues de Saint-Louis | Madison Square Garden 17 384 spectateurs |

| Feuille de match | Feuille de match | Feuille de match                            | Feuille de match | Feuille de match |
| ---------------- | --- | ------------------------------------------- | --- | ---------------- |
|                  | Vickers (Talafous, Vadnais) — 3 min 27 s Hedberg (Nilsson) — 5 min 49 s Duguay (Talafous) — 16 min 10 s (IN) Beck (Nilsson) — 21 min 59 s Nethery (Wallin) — 37 min 3 s Wallin (Gillis, Nethery) — 44 min 31 s Nilsson (Hedberg) — 54 min 54 s | 1-0 2-0 3-0 4-0 4-1 4-2 4-3 5-3 6-3 6-4 7-4 | Federko (Brownschidle) — 22 min 16 s Lapointe (Chapman, Pettersson) — 23 min 14 s Federko (Micheletti) — 24 min 6 s Kea — 46 min |                  |
| Baker            | Gardiens | Liut                                        | |                  |
|                  | |                                             | |                  |
| 20               | Tirs | 15                                          | |                  |

#### Buffalo contre Minnesota
| 16 avril | Sabres de Buffalo | 3-4 (pr) (0-1, 2-0, 1-2, 0-1) | North Stars du Minnesota | Buffalo Memorial Auditorium 15 320 spectateurs |

| Feuille de match | Feuille de match | Feuille de match            | Feuille de match | Feuille de match |
| ---------------- | --- | --------------------------- | --- | ---------------- |
|                  | Savard (McClanahan, Van Boxmeer) — 25 min 13 s (SN) Ruff (Perreault, Haworth) — 31 min 28 s Ramsay (Hajt, Dunn) — 54 min 46 s | 0-1 1-1 2-1 2-2 2-3 3-3 3-4 | Palmer — 9 min 40 s (IN) MacAdam (Andersson, K. Maxwell) — 41 min 46 s Payne (Young, Roberts) — 51 min 58 s Payne (MacAdam, K. Maxwell) — 60 min 22 s |                  |
| Edwards          | Gardiens | Meloche                     | |                  |
|                  | |                             | |                  |
| 32               | Tirs | 26                          | |                  |

| 17 avril | Sabres de Buffalo | 2-5 (1-0, 0-2, 1-3) | North Stars du Minnesota | Buffalo Memorial Auditorium 14 751 spectateurs |

| Feuille de match | Feuille de match                                                                   | Feuille de match            | Feuille de match | Feuille de match |
| ---------------- | ---------------------------------------------------------------------------------- | --------------------------- | --- | ---------------- |
|                  | McKegney (Dunn, Perreault) — 9 min 17 s (SN) McKegney (Moller, Smith) — 42 min 1 s | 1-0 1-1 1-2 2-2 2-3 2-4 2-5 | Christoff (Giles) — 34 min 47 s (SN) Christoff (B. Maxwell) — 38 min 17 s Ciccarelli (Hartsburg) — 44 min 1 s B. Smith — 49 min 59 s Ciccarelli — 59 min 35 s (CV) |                  |
| Edwards          | Gardiens                                                                           | Meloche                     | |                  |
|                  |                                                                                    |                             | |                  |
| 27               | Tirs                                                                               | 26                          | |                  |

| 19 avril | North Stars du Minnesota | 6-4 (3-1, 0-2, 3-1) | Sabres de Buffalo | Metropolitan Sports Center 15 784 spectateurs |

| Feuille de match | Feuille de match | Feuille de match                        | Feuille de match | Feuille de match |
| ---------------- | --- | --------------------------------------- | --- | ---------------- |
|                  | Ciccarelli (Christoff, Giles) — 6 min 41 s (SN) Palmer (Christoff, Broten) — 12 min 17 s MacAdam (Payne) — 13 min 14 s K. Maxwell (Andersson, G. Smith) — 48 min 46 s Broten (Christoff, Palmer) — 49 min 9 s Young (Ciccarelli, Payne) — 59 min 22 s (CV) | 1-0 2-0 3-0 3-1 3-2 3-3 4-3 5-3 5-4 6-4 | Haworth (Perreault, Smith) — 18 min 10 s (SN) Perreault (Hamel, Ramsey) — 31 min 13 s Seiling (Savard, Ramsay) — 39 min 40 s Smith (Perreault, Haworth) — 58 min 16 s (SN) |                  |
| Meloche          | Gardiens | Edwards                                 | |                  |
|                  | |                                         | |                  |
| 49               | Tirs | 35                                      | |                  |

| 20 avril | North Stars du Minnesota | 4-5 (pr) (0-1, 3-2, 1-1, 0-1) | Sabres de Buffalo | Metropolitan Sports Center 15 784 spectateurs |

| Feuille de match, | Feuille de match, | Feuille de match,                   | Feuille de match, | Feuille de match, |
| ----------------- | --- | ----------------------------------- | --- | ----------------- |
|                   | Ciccarelli (B. Smith, Carlson) — 27 min 29 s Christoff (Roberts, Giles) — 30 min 16 s (SN) Payne (Hartsburg, B. Smith) — 39 min 46 s (SN) B. Smith (Andersson) — 58 min 54 s | 0-1 0-2 0-3 1-3 2-3 3-3 3-4 4-4 4-5 | J. Sauve (Van Boxmeer, Seiling) — 9 min 39 s Perreault (McKegney, Haworth) — 22 min 4 s Haworth (McKegney, Perreault) — 26 min 35 s (SN) Van Boxmeer (Ramsay, Patrick) — 44 min 58 s Ramsay (Savard, Van Boxmeer) — 76 min 32 s |                   |
| Meloche           | Gardiens | Edwards                             | |                   |
|                   | |                                     | |                   |
| 50                | Tirs | 38                                  | |                   |

| 22 avril | Sabres de Buffalo | 3-4 (1-1, 0-2, 2-1) | North Stars du Minnesota | Buffalo Memorial Auditorium 15 007 spectateurs |

| Feuille de match | Feuille de match | Feuille de match            | Feuille de match | Feuille de match |
| ---------------- | --- | --------------------------- | --- | ---------------- |
|                  | J-F. Sauvé (McKegney, Seiling) — 5 min 6 s (SN) Hess (Ramsey) — 42 min 3 s McKegney (Perreault, Haworth) — 58 min 18 s | 1-0 1-1 1-2 1-3 1-4 2-4 3-4 | Solheim (Ciccarelli) — 15 min 36 s Andersson (Broten, Palmer) — 33 min 14 s B. Maxwell (Andersson, Palmer) — 38 min 1 s MacAdam (Payne, Young) — 40 min 18 s |                  |
| Edwards          | Gardiens | Beaupre                     | |                  |
|                  | |                             | |                  |
| 39               | Tirs | 33                          | |                  |

#### Philadelphie contre Calgary
| 16 avril | Flyers de Philadelphie | 4-0 (2-0, 2-0, 0-0) | Flames de Calgary | Spectrum 17 077 spectateurs |

| Feuille de match | Feuille de match | Feuille de match | Feuille de match | Feuille de match |
| ---------------- | --- | ---------------- | ---------------- | ---------------- |
|                  | Holmgren (Barber, Linseman) — 3 min 30 s (SN) Barber (MacLeish, Eriksson) — 8 min 41 s Holmgren (Propp, Linseman) — 10 min 44 s Murray (Clarke) — 19 min 26 s | 1-0 2-0 3-0 4-0  |                  |                  |
| St. Croix        | Gardiens | Lemelin          |                  |                  |
|                  | |                  |                  |                  |
| 28               | Tirs | 35               |                  |                  |

| 17 avril | Flyers de Philadelphie | 4-5 (2-2, 0-3, 2-0) | Flames de Calgary | Spectrum 17 077 spectateurs |

| Feuille de match | Feuille de match | Feuille de match                    | Feuille de match | Feuille de match |
| ---------------- | --- | ----------------------------------- | --- | ---------------- |
|                  | Barber (Wilson, MacLeish) — 5 min 49 s (SN) MacLeish (Propp, Barber) — 16 min 16 s (SN) Wilson (Linseman, Holmgren) — 53 min 37 s (SN) Gorence (Propp, Wilson) — 57 min 8 s | 1-0 1-1 2-1 2-2 2-3 2-4 2-5 3-5 4-5 | Reinhart (Chouinard) — 12 min 34 s (SN) Nilsson (Houston, Lever) — 18 min 2 s Houston (Chouinard, Nilsson) — 25 min 58 s (SN) Plett (Chouinard, Marsh) — 30 min 45 s Hislop (Russell, Peplinski) — 37 min 8 s (SN) |                  |
| Peeters          | Gardiens | Riggin                              | |                  |
|                  | |                                     | |                  |
| 46               | Tirs | 22                                  | |                  |

| 19 avril | Flames de Calgary | 2-1 (1-1, 0-0, 1-0) | Flyers de Philadelphie | Stampede Corral 7 226 spectateurs |

| Feuille de match | Feuille de match                                                        | Feuille de match | Feuille de match                            | Feuille de match |
| ---------------- | ----------------------------------------------------------------------- | ---------------- | ------------------------------------------- | ---------------- |
|                  | Lever (Chouinard, MacMillan) — 5 min 25 s Plett (Russell) — 42 min 26 s | 1-0 1-1 2-1      | MacLeish (Wilson, Barber) — 9 min 54 s (SN) |                  |
| Riggin           | Gardiens                                                                | St. Croix        |                                             |                  |
|                  |                                                                         |                  |                                             |                  |
| 25               | Tirs                                                                    | 48               |                                             |                  |

| 20 avril | Flames de Calgary | 5-4 (1-1, 2-0, 2-3) | Flyers de Philadelphie | Stampede Corral 7 226 spectateurs |

| Feuille de match | Feuille de match | Feuille de match                    | Feuille de match | Feuille de match |
| ---------------- | --- | ----------------------------------- | --- | ---------------- |
|                  | Hislop (Clement, Murdoch) — 4 min 38 s Peplinski (Marsh, Holt) — 26 min 38 s Lever (Gould, Murdoch) — 27 min 10 s Holt (Peplinski, Marsh) — 50 min Holt (Peplinski, Plett) — 54 min 44 s | 1-0 1-1 2-1 3-1 3-2 3-3 4-3 5-3 5-4 | Holmgren (Wilson, Linseman) — 19 min 43 s (SN) MacLeish (Barber, Kerr) — 47 min 21 s Clarke (Kerr, Dailey) — 49 min 23 s Barber (Clarke, Wilson) — 55 min 55 s |                  |
| Riggin           | Gardiens | St. Croix                           | |                  |
|                  | |                                     | |                  |
| 28               | Tirs | 32                                  | |                  |

| 22 avril | Flyers de Philadelphie | 9-4 (5-1, 2-1, 2-2) | Flames de Calgary | Spectrum 17 077 spectateurs |

| Feuille de match | Feuille de match | Feuille de match                                    | Feuille de match | Feuille de match |
| ---------------- | --- | --------------------------------------------------- | --- | ---------------- |
|                  | MacLeish (Barber, Wilson) — 1 min 8 s (SN) Propp (Linseman, Busniuk) — 4 min 39 s Propp (Linseman, Wilson) — 9 min 6 s Propp (Holmgren, Linseman) — 12 min 48 s Barber — 15 min 57 s Cochrane (MacLeish, Bridgman) — 30 min 16 s Kerr (Wilson, MacLeish) — 38 min 21 s (SN) Flockhart (Clarke, Cochrane) — 43 min 38 s Barber (Linseman, Holmgren) — 51 min 4 s (SN) | 1-0 2-0 3-0 4-0 4-1 5-1 5-2 6-2 7-2 7-3 8-3 9-3 9-4 | Russell (Lever) — 14 min 56 s Houston (Reinhart, Chouinard) — 28 min 31 s (SN) Gould — 41 min 41 s MacMillan (Houston, Lever) — 56 min 31 s (SN) |                  |
| St. Croix        | Gardiens | Riggin                                              | |                  |
|                  | |                                                     | |                  |
| 35               | Tirs | 27                                                  | |                  |

| 24 avril | Flames de Calgary | 2-3 (0-0, 1-3, 1-0) | Flyers de Philadelphie | Stampede Corral 17 226 spectateurs |

| Feuille de match | Feuille de match                                                                     | Feuille de match    | Feuille de match                                                                                        | Feuille de match |
| ---------------- | ------------------------------------------------------------------------------------ | ------------------- | --- | ---------------- |
|                  | Chouinard (Reinhart) — 36 min 15 s Houston (Macmillan, Chouinard) — 53 min 49 s (SN) | 0-1 0-2 1-2 1-3 2-3 | Linseman (Holmgren) — 23 min 35 s Clarke (Bathe) — 23 min 51 s Linseman (Propp, Holmgren) — 38 min 34 s |                  |
| Lemelin          | Gardiens                                                                             | St. Croix           | |                  |
|                  |                                                                                      |                     | |                  |
| 36               | Tirs                                                                                 | 27                  | |                  |

| 26 avril | Flyers de Philadelphie | 1-4 (0-2, 1-1, 0-1) | Flames de Calgary | Spectrum 17 077 spectateurs |

| Feuille de match | Feuille de match            | Feuille de match    | Feuille de match | Feuille de match |
| ---------------- | --------------------------- | ------------------- | --- | ---------------- |
|                  | Barber (Kerr) — 33 min 49 s | 0-1 0-2 0-3 1-3 1-4 | Plett (Chouinard, Lever) — 3 min 3 s (SN) Houston (Chouinard, Reinhart) — 8 min 33 s (SN) Lavallee (Reinhart, Plett) — 33 min (SN) MacMillan (Nilsson, Reinhart) — 46 min 9 s |                  |
| St. Croix        | Gardiens                    | Riggin              | |                  |
|                  |                             |                     | |                  |
| 32               | Tirs                        | 25                  | |                  |

### Demi-finales

#### Islanders de New York contre Rangers de New York
| 28 avril | Islanders de New York | 5-2 (0-1, 3-1, 2-0) | Rangers de New York | Nassau Veterans Memorial Coliseum 15 008 spectateurs |

| Feuille de match | Feuille de match | Feuille de match            | Feuille de match                                                            | Feuille de match |
| ---------------- | --- | --------------------------- | --------------------------------------------------------------------------- | ---------------- |
|                  | D. Sutter (Lane) — 20 min 16 s Mcewen (Trottier) — 24 min 50 s (SN) Tonelli (Goring, Mcewen) — 26 min 47 s Tonelli (Kallur) — 45 min 45 s Carroll (Merrick, Marini) — 55 min 23 s | 0-1 1-1 1-2 2-2 3-2 4-2 5-2 | Hedberg (Wallin) — 8 min 21 s (SN) Hospodar (Wallin, Nethery) — 23 min 34 s |                  |
| Smith            | Gardiens | Baker                       |                                                                             |                  |
|                  | |                             |                                                                             |                  |
| 31               | Tirs | 20                          |                                                                             |                  |

| 30 avril | Islanders de New York | 7-3 (1-3, 3-0, 3-0) | Rangers de New York | Nassau Veterans Memorial Coliseum 15 008 spectateurs |

| Feuille de match | Feuille de match | Feuille de match                        | Feuille de match | Feuille de match |
| ---------------- | --- | --------------------------------------- | --- | ---------------- |
|                  | Merrick (D. Potvin) — 48 s Goring (Lorimer) — 28 min 11 s (IN) Bossy (Mcewen, D. Potvin) — 30 min 21 s (SN) Goring (Lane, Tonelli) — 32 min 44 s Gillies (Bossy, Mcewen) — 52 min 59 s (SN) Kallur (Trottier) — 54 min 27 s (IN) Bossy (Morrow) — 57 min 47 s | 1-0 1-1 1-2 1-3 2-3 3-3 4-3 5-3 6-3 7-3 | Sulliman (Do. Maloney) — 1 min 57 s Talafous (Duguay, Vickers) — 8 min 18 s Hedberg (Nilsson, Greschner) — 16 min 39 s (SN) |                  |
| Smith            | Gardiens | Baker                                   | |                  |
|                  | |                                         | |                  |
| 29               | Tirs | 20                                      | |                  |

| 2 mai | Rangers de New York | 1-5 (0-2, 0-2, 1-1) | Islanders de New York | Madison Square Garden 17 381 spectateurs |

| Feuille de match | Feuille de match               | Feuille de match        | Feuille de match | Feuille de match |
| ---------------- | ------------------------------ | ----------------------- | --- | ---------------- |
|                  | Wallin (Laidlaw) — 45 min 13 s | 0-1 0-2 0-3 0-4 1-4 1-5 | Bossy (Gillies, D. Potvin) — 14 min 36 s (SN) Bourne (Mcewen, Trottier) — 18 min 33 s (SN) Morrow (Nystrom) — 35 min 31 s Nystrom (Merrick) — 39 min 55 s Merrick (Tonelli, Nystrom) — 54 min 54 s |                  |
| Baker            | Gardiens                       | Smith                   | |                  |
|                  |                                |                         | |                  |
| 25               | Tirs                           | 31                      | |                  |

| 5 mai | Rangers de New York | 2-5 (0-3, 2-1, 0-1) | Islanders de New York | Madison Square Garden 17 380 spectateurs |

| Feuille de match | Feuille de match                                                                              | Feuille de match            | Feuille de match | Feuille de match |
| ---------------- | --------------------------------------------------------------------------------------------- | --------------------------- | --- | ---------------- |
|                  | Greschner (Kotsopoulos, Hedberg) — 33 min 39 s (SN) Beck (Duguay, Vickers) — 37 min 22 s (SN) | 0-1 0-2 0-3 0-4 1-4 2-4 2-5 | Tonelli (Nystrom, Merrick) — 1 min 2 s Bossy — 13 min 46 s (SN) Bossy (Trottier) — 17 min 11 s (SN) Goring (Lorimer) — 21 min 29 s (IN) D. Sutter (Carroll) — 50 min 49 s |                  |
| Baker            | Gardiens                                                                                      | Smith                       | |                  |
|                  |                                                                                               |                             | |                  |
| 29               | Tirs                                                                                          | 23                          | |                  |

#### Calgary contre Minnesota
| 28 avril | Flames de Calgary | 1-4 (1-0, 2-1, 1-0) | North Stars du Minnesota | Stampede Corral 7 226 spectateurs |

| Feuille de match | Feuille de match                          | Feuille de match    | Feuille de match | Feuille de match |
| ---------------- | ----------------------------------------- | ------------------- | --- | ---------------- |
|                  | Peplinski (Lavallee, Marsh) — 35 min 12 s | 0-1 0-2 1-2 1-3 1-4 | Hartsburg — 15 min (SN) Young (Palmer) — 24 min 38 s Roberts (Young) — 39 min 48 s (IN) MacAdam (Young) — 40 min 12 s (IN) |                  |
| Riggin           | Gardiens                                  | Meloche             | |                  |
|                  |                                           |                     | |                  |
| 36               | Tirs                                      | 44                  | |                  |

| 30 avril | Flames de Calgary | 3-2 (2-0, 0-0, 1-2) | North Stars du Minnesota | Stampede Corral 7 226 spectateurs |

| Feuille de match | Feuille de match | Feuille de match    | Feuille de match                                                                             | Feuille de match |
| ---------------- | --- | ------------------- | -------------------------------------------------------------------------------------------- | ---------------- |
|                  | Rautakallio (Lever, Houston) — 5 min 11 s Chouinard (Rautakallio, Lever) — 8 min 35 s Lavallee (Houston) — 46 min 25 s | 1-0 2-0 2-1 3-1 3-2 | Giles (MacAdam, B. Smith) — 44 min 24 s Christoff (B. Maxwell, Hartsburg) — 50 min 34 s (SN) |                  |
| Riggin           | Gardiens | Meloche             |                                                                                              |                  |
|                  | |                     |                                                                                              |                  |
| 28               | Tirs | 33                  |                                                                                              |                  |

| 3 mai | North Stars du Minnesota | 6-4 (2-1, 2-3, 2-0) | Flames de Calgary | Metropolitan Sports Center 15 784 spectateurs |

| Feuille de match | Feuille de match | Feuille de match                        | Feuille de match | Feuille de match |
| ---------------- | --- | --------------------------------------- | --- | ---------------- |
|                  | B. Smith — 6 min 43 s B. Maxwell (Payne, B. Smith) — 16 min 8 s Payne (B. Maxwell, B. Smith) — 29 min (SN) Palmer (MacAdam, Hartsburg) — 32 min 37 s (SN) Christoff (Broten, Palmer) — 44 min 24 s B. Smith (MacAdam, Hartsburg) — 59 min 37 s (CV) | 0-1 1-1 2-1 2-2 2-3 3-3 4-3 4-4 5-4 6-4 | Houston (MacMillan, Reinhart) — 3 min 23 s Murdoch (Houston, MacMillan) — 22 min Gould (Russell, Marsh) — 26 min 54 s Clement (Plett, Russell) — 37 min 40 s |                  |
| Meloche          | Gardiens | Riggin                                  | |                  |
|                  | |                                         | |                  |
| 30               | Tirs | 34                                      | |                  |

| 5 mai | North Stars du Minnesota | 7-4 (3-1, 3-1, 1-2) | Flames de Calgary | Metropolitan Sports Center 15 784 spectateurs |

| Feuille de match | Feuille de match | Feuille de match                            | Feuille de match | Feuille de match |
| ---------------- | --- | ------------------------------------------- | --- | ---------------- |
|                  | Ciccarelli (Payne, B. Smith) — 3 min 1 s (SN) Christoff (Broten, Roberts) — 13 min 18 s (SN) B. Smith — 16 min 32 s Ciccarelli (Mccarthy, B. Smith) — 22 min 44 s Ciccarelli (Mccarthy, B. Smith) — 23 min 56 s Palmer (MaxwellK) — 30 min 51 s MaxwellK — 48 min 44 s (IN) | 1-0 1-1 2-1 3-1 3-2 4-2 5-2 6-2 7-2 7-3 7-4 | Rautakallio (Lever, Lavallee) — 9 min 26 s (SN) Hislop (Lavallee) — 21 min 31 s Gould (Chouinard, Murdoch) — 50 min 22 s Dwyer (Murdoch) — 50 min 37 s |                  |
| Beaupre          | Gardiens | Lemelin, Riggin                             | |                  |
|                  | |                                             | |                  |
| 44               | Tirs | 33                                          | |                  |

| 7 mai | Flames de Calgary | 3-1 (1-0, 1-0, 1-1) | North Stars du Minnesota | Stampede Corral 7 226 spectateurs |

| Feuille de match | Feuille de match | Feuille de match | Feuille de match                                   | Feuille de match |
| ---------------- | --- | ---------------- | -------------------------------------------------- | ---------------- |
|                  | MacMillan (Reinhart, Nilsson) — 18 min 54 s (SN) MacMillan (Rautakallio, Chouinard) — 20 min 55 s Plett (Reinhart, Chouinard) — 43 min 54 s (SN) | 1-0 2-0 3-0 3-1  | Hartsburg (B. Maxwell, B. Smith) — 56 min 2 s (SN) |                  |
| Riggin           | Gardiens | Meloche          |                                                    |                  |
|                  | |                  |                                                    |                  |
| 27               | Tirs | 34               |                                                    |                  |

| 9 mai | North Stars du Minnesota | 5-3 (1-0, 1-1, 3-2) | Flames de Calgary | Metropolitan Sports Center 15 784 spectateurs |

| Feuille de match | Feuille de match | Feuille de match                | Feuille de match | Feuille de match |
| ---------------- | --- | ------------------------------- | --- | ---------------- |
|                  | MacAdam (Payne, B. Maxwell) — 13 min 52 s (SN) Ciccarelli (Broten, Roberts) — 31 min 36 s Payne (B. Smith, Hartsburg) — 45 min 59 s (SN) Palmer (K. Maxwell) — 54 min 9 s (IN) Palmer (Christoff, B. Smith) — 58 min 40 s | 1-0 1-1 2-1 3-1 4-1 4-2 5-2 5-3 | Plett (Russell, Rautakallio) — 22 min 57 s (SN) Houston (Reinhart, Nilsson) — 55 min 7 s (SN) Lever (Houston, Chouinard) — 59 min 20 s |                  |
| Meloche          | Gardiens | Riggin                          | |                  |
|                  | |                                 | |                  |
| 35               | Tirs | 26                              | |                  |

### Finale de la Coupe Stanley
Les Islanders battent les North Stars en 5 matchs et remportent leur deuxième Coupe Stanley consécutive. Lors de ces séries, ils établissent plusieurs records. Deux records
collectifs sont battus : le plus grand nombre de buts en supériorité numérique, 31, et le plus grand nombre de buts en infériorité numérique, 9. Individuellement, Mike Bossy établit un nouveau record de points, 35, et de buts en supériorité numérique, 9 ; Denis Potvin enregistre un record de points pour un défenseur et Bryan Trottier marque au moins 1 point lors de 18 matchs consécutifs.
| 12 mai | Islanders de New York | 6-3 (3-0, 1-1, 2-2) | North Stars du Minnesota | Nassau Veterans Memorial Coliseum 15 008 spectateurs |

| Feuille de match | Feuille de match | Feuille de match                    | Feuille de match | Feuille de match |
| ---------------- | --- | ----------------------------------- | --- | ---------------- |
|                  | Kallur (Langevin, Goring) — 2 min 54 s Trottier (Carroll) — 14 min 38 s (IN) Kallur (Trottier) — 15 min 25 s (IN) Carroll (D. Sutter, Nystrom) — 29 min 58 s Merrick — 40 min 58 s Merrick (Langevin, Tonelli) — 53 min 15 s | 1-0 2-0 3-0 4-0 4-1 5-1 5-2 6-2 6-3 | Andersson (Ciccarelli) — 33 min 4 s Payne (Hartsburgh, B. Smith) — 43 min 8 s (SN) Ciccarelli (McCarthy) — 55 min 14 s |                  |
| Smith            | Gardiens | Meloche                             | |                  |
|                  | |                                     | |                  |
| 23               | Tirs | 26                                  | |                  |

| 14 mai | Islanders de New York | 6-3 (3-1, 0-1, 3-1) | North Stars du Minnesota | Nassau Veterans Memorial Coliseum 15 008 spectateurs |

| Feuille de match | Feuille de match | Feuille de match                    | Feuille de match | Feuille de match |
| ---------------- | --- | ----------------------------------- | --- | ---------------- |
|                  | Bossy (McEwen, D. Potvin) — 4 min 33 s (SN) Nystrom (Merrick, Tonelli) — 14 min 39 s D. Potvin (Merrick) — 17 min 48 s D. Potvin (Goring) — 48 min (SN) Morrow (Merrick, D. Potvin) — 51 min 57 s Bossy (Trottier, Bourne) — 56 min 22 s | 0-1 1-1 1-2 1-3 2-3 3-3 4-3 5-3 6-3 | Ciccarelli (Hartsburgh, Christoff) — 3 min 38 s (SN) Palmer (Broten, G. Smith) — 29 min 15 s Payne (Young, Roberts) — 40 min 30 s |                  |
| Smith            | Gardiens | Beaupre                             | |                  |
|                  | |                                     | |                  |
| 38               | Tirs | 28                                  | |                  |

| 17 mai | North Stars du Minnesota | 5-7 (3-1, 0-3, 2-3) | Islanders de New York | Metropolitan Sports Center 15 784 spectateurs |

| Feuille de match | Feuille de match | Feuille de match                                | Feuille de match | Feuille de match |
| ---------------- | --- | ----------------------------------------------- | --- | ---------------- |
|                  | Christoff (Hartsburgh, Ciccarelli) — 3 min 25 s (SN) Payne (Young, MacAdam) — 14 min 9 s B. Smith (Hartsburgh, Payne) — 16 min 30 s (SN) Payne (Young, Christoff) — 41 min 11 s Ciccarelli (B. Smith) — 53 min 35 s | 1-0 2-0 2-1 3-1 3-2 3-3 3-4 4-4 4-5 4-6 5-6 5-7 | Bossy (Gillies) — 14 min 47 s Nystrom (Tonelli, Merrick) — 24 min 10 s Goring (D. Potvin, Bossy) — 27 min 16 s (SN) Goring (Gillies) — 31 min 51 s Bossy (Trottier) — 42 min 5 s Goring (Carroll, D. Potvin) — 46 min 34 s Trottier (Bossy, Merrick) — 59 min 16 s (CV) |                  |
|                  | |                                                 | |                  |
|                  | |                                                 | |                  |
| 28               | Tirs | 29                                              | |                  |

| 19 mai | North Stars du Minnesota | 4-2 (1-1, 1-1, 2-0) | Islanders de New York | Metropolitan Sports Center 15 784 spectateurs |

| Feuille de match | Feuille de match | Feuille de match        | Feuille de match                                                                | Feuille de match |
| ---------------- | --- | ----------------------- | ------------------------------------------------------------------------------- | ---------------- |
|                  | Hartsburg (B. Smith, B. maxwell) — 11 min 34 s (SN) MacAdam (Payne, Maxwell) — 25 min 15 s Payne (B. Maxwell, MacAdam) — 52 min 26 s B. Smith (MacAdam, B. Maxwell) — 58 min 12 s (SN) | 0-1 1-1 2-1 2-2 3-2 4-2 | Lane (Bossy, Trottier) — 3 min 47 s McEwen (Tonelli, Kallur) — 27 min 37 s (SN) |                  |
| Beaupre          | Gardiens | Smith                   |                                                                                 |                  |
|                  | |                         |                                                                                 |                  |
| 34               | Tirs | 35                      |                                                                                 |                  |

| 21 mai | Islanders de New York | 5-1 (3-1, 1-0, 1-0) | North Stars du Minnesota | Nassau Veterans Memorial Coliseum 15 008 spectateurs |

| Feuille de match | Feuille de match | Feuille de match        | Feuille de match       | Feuille de match |
| ---------------- | --- | ----------------------- | ---------------------- | ---------------- |
|                  | Goring (Bourne) — 5 min 12 s (SN) Merrick (Tonelli, Nystrom) — 5 min 37 s Goring (Gillies, Bossy) — 10 min 3 s Bourne (Carroll, Kallur) — 39 min 21 s McEwen (Trottier) — 57 min 6 s | 1-0 2-0 3-0 3-1 4-1 5-1 | Christoff — 16 min 6 s |                  |
| Smith            | Gardiens | Beaupre                 |                        |                  |
|                  | |                         |                        |                  |
| 33               | Tirs | 25                      |                        |                  |